# Kleine (Tiendweg) Molen
Kleine (Tiendweg) Molen is een wipmolen in Streefkerk in de Nederlandse provincie Zuid-Holland. De molen maakte vroeger deel uit van een molengang met drie onder- en twee bovenmolens. De molen dateert van voor 1751. De molen was tot 1951 in bedrijf. In 1957 is de Kleine Molen gekocht door de SIMAV, om deze te behouden. In 1977/78 is de molen ingrijpend gerestaureerd. De molen is maalvaardig in circuit, aangezien de twee bovenmolens die vroeger het water afvoerden door brand zijn verwoest, waardoor het water niet meer kan worden afgevoerd.

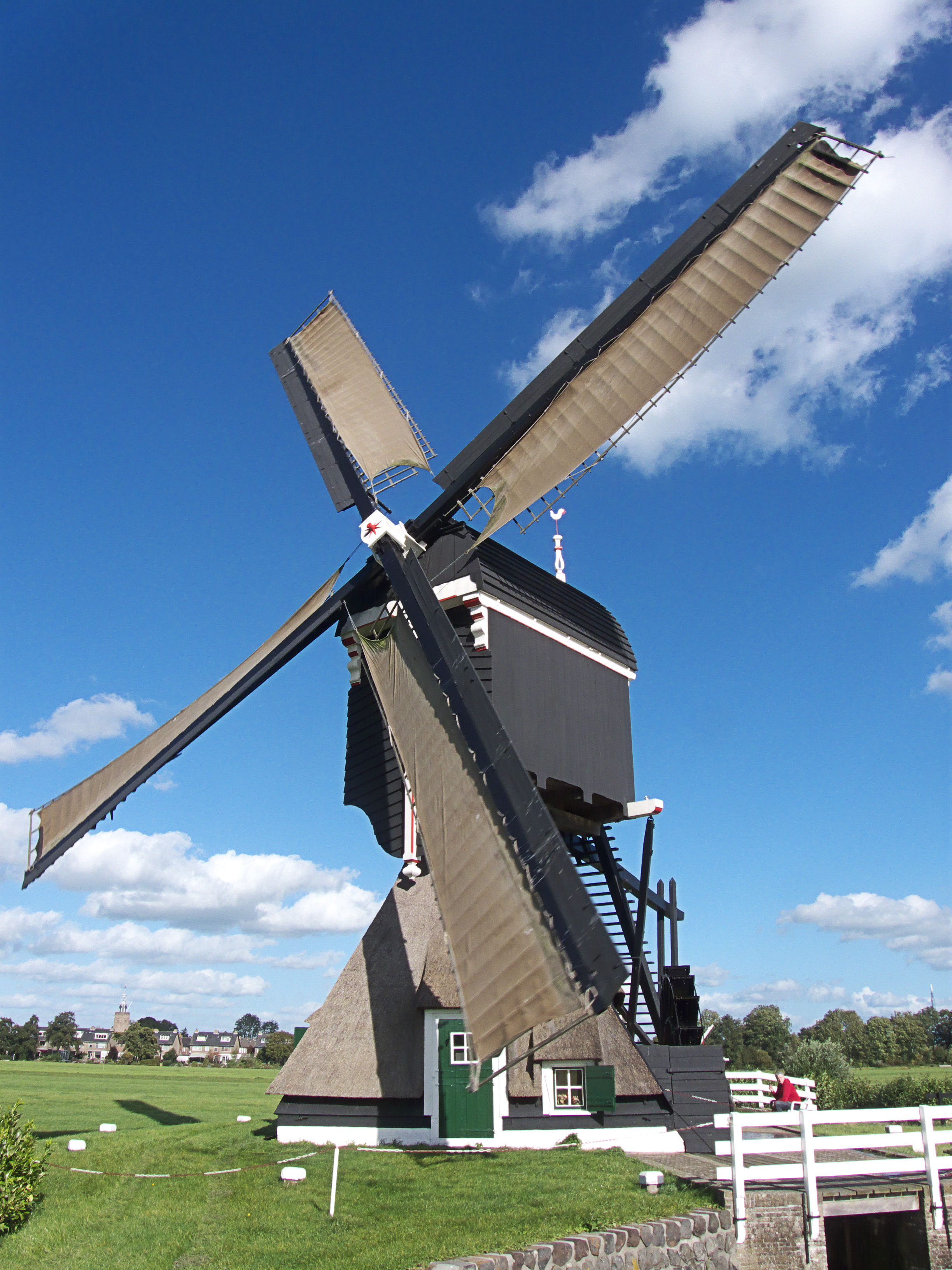
29 september 2012

| Mediabestanden Commons heeft media  bestanden in de categorie Kleine (Tiendweg) Molen, Streefkerk . |